# Wulfing von Stubenberg
Wulfing von Stubenberg OP (1259, Kapfenberg, Àustria - † 14 de març de 1318, Bamberg, Alemanya) fou un frare dominic bisbe de Lavant i de Bamberg.

## Vida
La seva família estava emparentada amb els Habsburg, els seu pare es deia també Wulfing von STubenberg i la seva mare es deia Elisabeth von Ortenburg.
Obtingué una diplomatura en arts i després en doctorà en dret. El 1273 es feu rector de Bruck an der Mur, i el 1278 mossèn del bisbat de Salzburg, finalment el 1288 es feu frare dominic. Fou prior de l'església de Sant Nicolau de Friesach i de Bruck.
El 1290 fou escollit arquebisbe de Salzburg, però no rebé cap confirmació. Després que el bisbe Heinrich von Helfenberg fos traslladat a Gurk, Wulfing fou nomenat successor seu al capdavant de la diòcesi de Lavant el 1299.
Després de morir el bisbe Leopold von Gründlach el 1303, el capítol no aconseguí acordar cap successor, una part es decantava per Gerlach von Wetzlar i una altra per Johannes von Muchel. Però cap dels dos no pogué ser confirmat, i el papa Benet XI nomenà Wulfing bisbe el 1304.
Durant el seu mandat, moltes de les esglésies laiques passaren sota la responsabilitat de monestir i convents. El 1310, un monestir i un convent dominics foren creats a Bamberg. El 1314 fundà l'abadia de Neunkirchen amb Brand, dirigida pels canonges regulars de Sant Agustí i que ja no depenia de la diòcesi el 1317. Algunes altres abadies, com la de Langheim, foren exemptes dels delmes el 1308, l'abadia de Michelfeld el 1313 i la de Sant Teodori el 1315.